# Пицаросто (Павија)
Пицаросто је насеље у Италији у округу Павија, региону Ломбардија.
Према процени из 2011. у насељу је живело 54 становника. Насеље се налази на надморској висини од 114 м.